# Martin Bosma
Pour les articles homonymes, voir Bosma.
Martin Bosma, né le 16 juillet 1964 à Wormer (Hollande-Septentrionale), est un journaliste et homme politique néerlandais. Il est depuis 2006 représentant à la Seconde Chambre pour le Parti pour la liberté (PVV). En 2023, il est élu président de la Seconde Chambre pour sa 39e législature.

## Biographie

### Situation personnelle
Martin Bosma naît dans la commune de Wormerland, en Hollande-Septentrionale. Il étudie la science politique et la science administrative à l'université d'Amsterdam et est diplômé en 1990. Il est également diplômé en sociologie par The New School For Social Research à New York en 1992.

### Carrière professionnelle
Journaliste de profession, il travaille pour plusieurs médias, d'abord le journal local De Zaanlander, basé à Wormerveer, puis des stations de télévision néerlandaises et américaines, étant également animateur dans Hoeksteen Live, programme néerlandais mensuel politique et culturel. De 2002 à 2003, il est directeur du groupe Dutch Radio.

### Parcours politique
Martin Bosma devient conseiller en stratégie de Geert Wilders en 2004. Il est élu représentant à la Seconde Chambre lors des élections législatives de 2006 et réélu en 2010, 2012, 2017, 2021 et 2023.
Il est connu pour ses prises de position dans le domaine des médias, particulièrement sur leur influence sur la société et leur orientation politique, ainsi que pour sa répartie et ses interventions parlementaires parfois menées sur le ton d'un humour pointu. Il est deuxième vice-président de la Seconde Chambre à partir de 2010.
Il se porte par deux fois candidat sans succès à la présidence de la Seconde Chambre, en 2016 et 2021, avant de réussir à l'emporter, le 14 décembre 2023, après la victoire du PVV aux élections législatives.

## Propos sur le rattachement de la Flandre aux Pays-Bas
Le 23 avril 2025, Martin Bosma suggère devant l'ambassadeur de France que la Belgique soit partitionnée et rattachée pour partie à la France et pour partie aux Pays-Bas.